# لكمة الحماء

تعديل مصدري - تعديل

لَكَمَةَ الحِماء هي إحدى قرى محافظة ذمار في الجمهورية اليمنية.

## الموقع
تقع قرية لكمة الحماء في عزلة جبل اسحاق بمديرية المنار التابعة لمحافظة ذمار، في اليمن.

## السكان
بلغ عداد سكانها 656 نسمة بحسب تعداد اليمن لعام 2004.

## روابط خارجية
- الجهاز المركزي للإحصاء بالجمهورية اليمنية
- المركز الوطني للمعلومات باليمن
- الدليل الشامل